# Lövstabruk

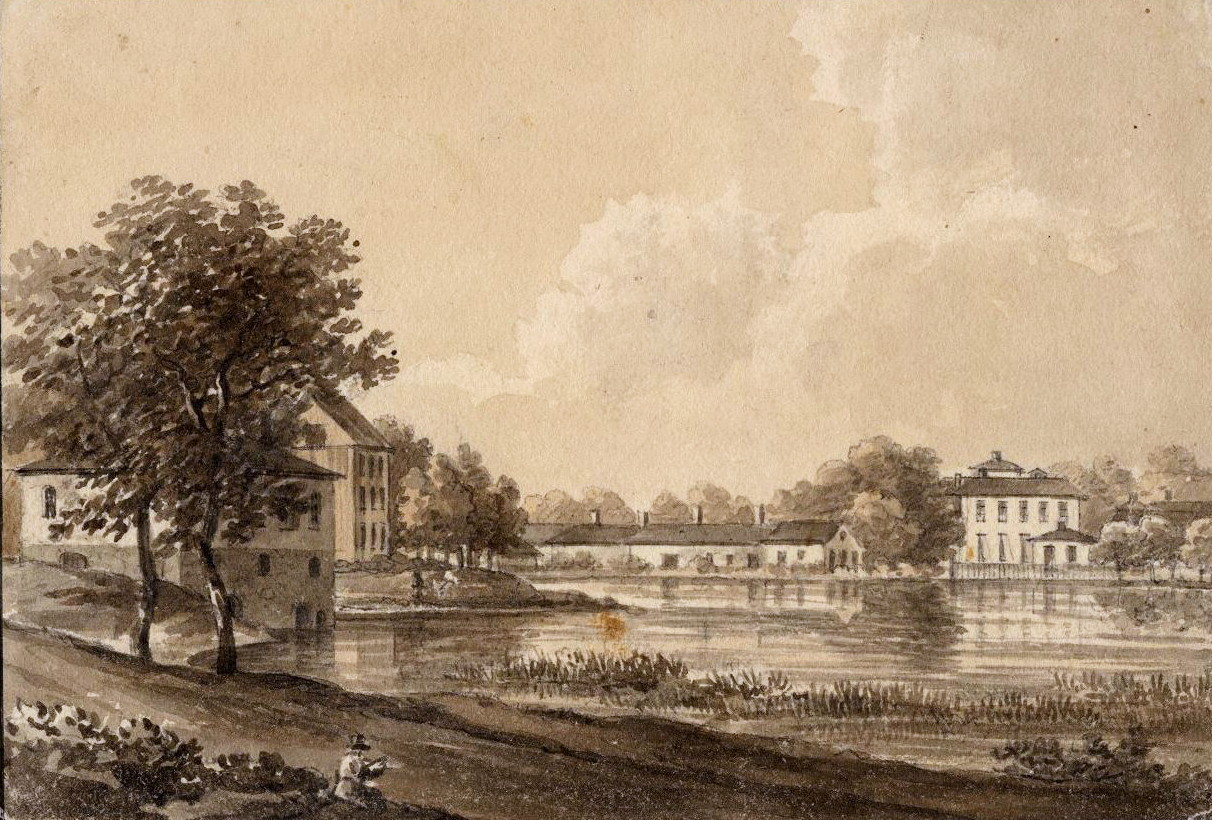
Lövsta bruk.
Målning av Johan Fredrik Julin (1798-1843)

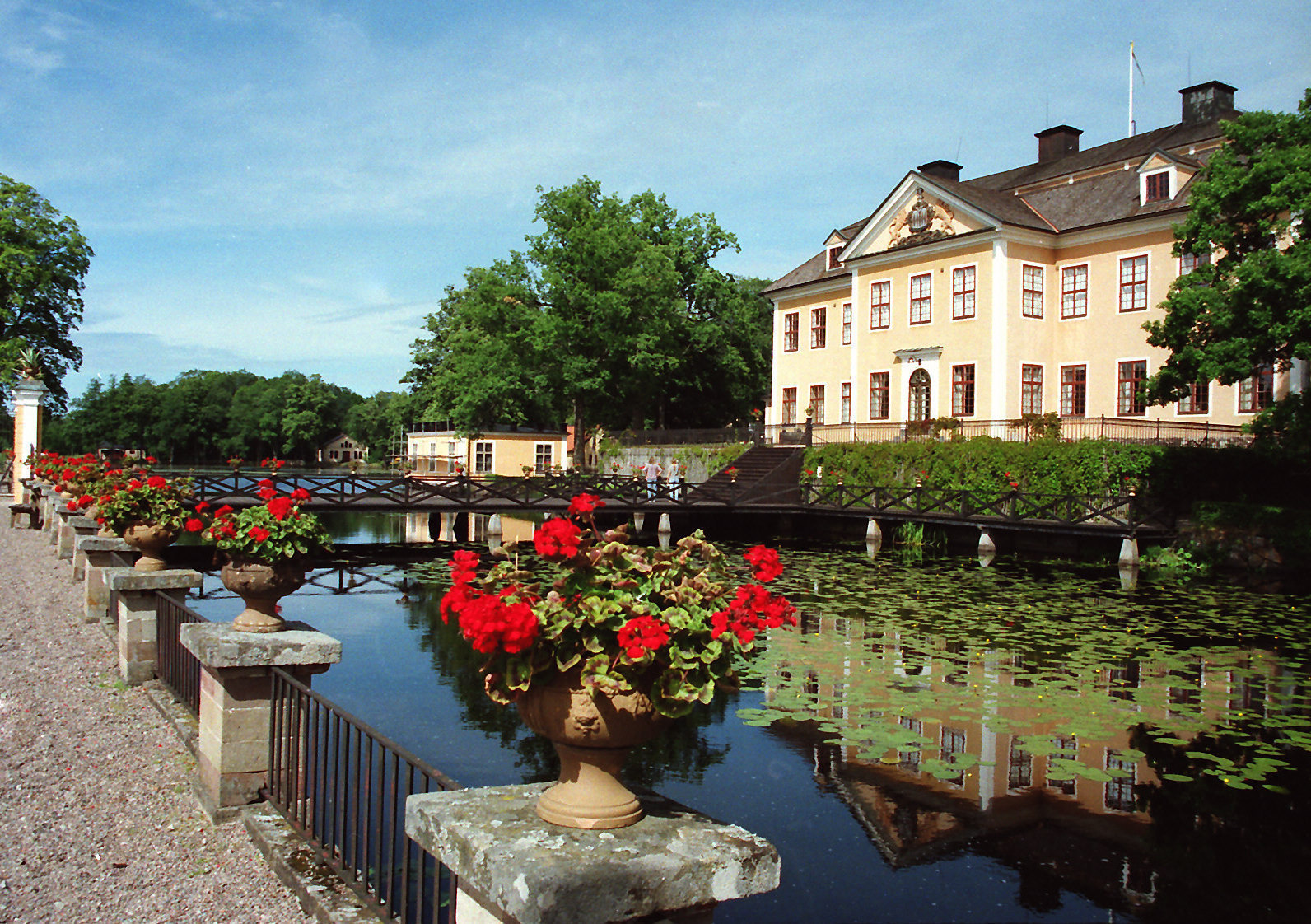
Lövstabruks herrgård

Lövstabruk (äldre stavning Leufsta bruk) är en småort i Österlövsta socken i Tierps kommun med cirka 100 invånare. 
Lövstabruk är ett internationellt känt vallonbruk. Här finns bland annat Leufsta herrgård. I Lövstabruks kyrka finns en berömd orgel, den så kallade Cahmanorgeln. Lövstabruk är i dag ett byggnadsminne. Herrgården och herrgårdsparken med flera byggnader förvaltas numera av Statens fastighetsverk.

## Historik
Redan tidigt hade Leufsta en ansenlig järntillverkning. Bruket ligger där det ligger för att Risforsån kunde bistå med kraft till hammare och smedjor. Under de tidiga ägarna inom familjen De Geer var Leufsta landets största järnverk och hade 1660 två masugnar och tre hamrar för vallonsmide. 
Herrgården på Leufsta består av en tvåvånings huvudbyggnad och två med denna sammanbyggda flygelbyggnader samt på något avstånd två halvrunda flyglar, allt av sten. 
Där Lövstabruk nu ligger, har sedan sen medeltiden funnits hyttor, som tillhört bönder i kringliggande gårdar. Det så kallade bondebruket, ett stycke längre upp i strömmen, omtalas första gången 1578. Kronobruket anlades 1596 och drevs för kronans räkning. Före 1610 drevs det tillsammans med Österby, där fogden bodde. År 1615 fick det en mer självständig ställning sedan bruket förpantats till Kristina av Holstein-Gottorp. Willem de Besche arrenderade Olands härad samt Lövsta och Hållnäs socknar av staten 1626 tillsammans med Österby och Lövsta bruk. År 1627 fick De Besche och Louis De Geer detta kontrakt förlängt på sex år. År 1633 övertog De Geer ensam arrendet som pant för en sin fordran hos kronan, och detta förnyades 1636, 1639 och 1642. År 1643 köpte han kronobruket vid Lövsta, Österby och Gimo bruk samt en mängd kronohemman i Uppland. År 1646 bekräftades köpeavtalet av drottning Kristina, sedan hon blivit myndig.
Louis De Geers son Emanuel De Geer (1624-1692) köpte 1668 även det ovannämnda Bondebruket och anlade Tobo masugn. Han satte sin brorson, sedermera landshövdingen, Charles De Geer (1660-1730) som arvtagare av hela sin förmögenhet. Denne Charles De Geer var son till Louis De Geer den yngre (1622-1695). Under Charles De Geers tid brände ryssarna den 25-26 juli 1719 såväl Lövstabruk som nästan hela socknen med kyrka och prästgård. Charles De Geer återuppbyggde inte bara bruket utan även herrgården och kyrkan. Genom testamente förordnade han att Leufsta, Åkerby nu rivna bruk och Karlholmsbruk skulle tillfalla brorsonen, sedermera friherren och entomologen Charles De Geer (1720-1778) och efter honom hans manliga avkomma, kammarherre Charles De Geer (1747-1805), som fideikommiss. Under Charles De Geers tid förenades Hillebola, Strömsbergs, Västlands och Ullfors bruk med stamgodset, men ingick inte i fideikommisset. Komplexen hölls emellertid samman under hans son, kammarherre Charles De Geer (1747-1805). Då dennes son, excellensen greve Carl De Geer (1781-1861), inte efterlämnade någon son, ärvdes bruken samt flera andra gods av hans enda dotter, Charlotte De Geer (1813-1888),  gift med excellensen greve Baltzar von Platen. Baltzar von Platen var gift med friherrinnan Sofia Eleonora Charlotta De Geer af Leufsta. Genom sitt arv och sitt gifte var von Platen en av tidens rikaste män. Fideikommisset övergick till excellensens kusins son Emanuel De Geer (1817-1877), död ogift 1877. Han efterträddes av sin bror, hovmarskalken friherre Louis De Geer (1824-1887), vars son, friherre Carl De Geer (1859-1914) övertog ägarskapet.
Lövstabruks sista smedja byggdes 1887 och var sedan i drift till den 5 november 1926, då lancashiresmidet slutligen lades ned.
År 1917 såldes bruket av Lövsta gods till Gimo-Österby bruks AB och utarrenderades till Fagersta bruk AB.

## Herrgården
Den äldsta herrgården var den fogdegård som uppfördes omkring 1615, vanligen kallad "Konungsgården". Den bestod av en kringbyggd gård av grått timmer, snarast liknande en bergsmansgård. Den var belägen på en liten holme mellan mellersta och nedre dammen. Den var av mellansvensk gårdstyp och hade ladugården placerad på annat håll, troligen i öster, där senare under 1600-talet stallgården var belägen. Ett kapell uppfördes vid gården 1615, men revs i början av 1660-talet. Den gamla fogdebyggnaden förefaller ha rivits omkring 1700, då arbetet på den nya herrgården framskridit så pass att den helt kunde ersätta de äldre husen.
Louis De Geer vistades aldrig vid Lövsta, och den första mera ståndsmässiga herrgården uppfördes troligen av Emanuel De Geer med början omkring 1650. Trädgården blev det första att anläggas, två lusthus tillkom på 1660-talet, två till på 1670-talet. En flygel till den planerade herrgården uppfördes på 1670-talet, men därefter låg arbetet länge nere. Efter Emanuel De Geers död 1692 återupptogs dock arbetet efter en storstilad plan med en herrgård med inte mindre än sex flyglar och två paviljonger. 1701 insattes 186 fönster i stora byggnaden, och 1704 92 fönster i södra flygelns våningsrum samt 44 på vinden. Av bevarade kartor framgår dock att det planerade bygget inte riktigt fick de storskaliga proportioner som var tänkt och som bland annat avbildas i Suecia antiqua et hodierna. Bland annat fanns bara fem flyglar och inget tyder på att fler någonsin blev uppförda.
25 juli 1719 lades herrgården och bruket i aska av ryska trupper. Återuppbyggnaden startade ganska snart, även om arbetet med att återuppta bruksdriften prioriterades. Herrgården, som upplades efter en plan snarlik den äldre anläggningen, ritades troligen av Göran Josuæ Adelcrantz. Av de äldre byggnaderna förefaller orangeriet ha återuppförts kring murarna av sin 1719 nedbrända föregångare. Herrgården var dock inte färdigställd vid Charles De Geers död 1730. 1730 blev Lövstabruks herrgård fideikommiss inom den friherrliga ätten De Geer af Leufsta. På 1740-talet lades golven in i huvudbyggnaden, och 1744 inköptes stofttapeter för tre rum i byggnaden hos tapetfabrikör Johan H. Kock. Samma år gipsas golv och tak i förstugan, och slaguret på huvudbyggnadens mittrisalit sätts upp. Johan Pasch betalades 1747 för måleriarbeten på herrgården, och den franske skulptören Caillon, som annars arbetade på kungliga slottet med dekorationsarbeten betalades 1748 för arbeten på Lövsta. På 1750-talet levererades kakelugnar till herrgården. Jean Eric Rehn kom från 1750-talet att engageras för herrgårdens färdigställande, utifrån hans ritningar utfördes biblioteket 1757-1758, en voliére uppfördes i trädgården utanför södra flygeln 1759, och 1762 färdigställdes de båda paviljongerna. Den södra paviljongen kom att inrymma Charles de Geers naturaliekabinett, med en mängd amfibier, ormar, ödlor, grodor, fjärilar, insekter med mera. Efter de Geers död skänktes samlingen till Vetenskapsakademien. Biblioteket på Lövsta står dock ännu till stora delar orört, fyllt av böcker, planschverk och kartor, samt ett par himmels- och jordglober tillverkade av gravören Anders Åkerman. År 1765 omgestaltade Rehn även den vid det här laget föråldrade inredningen i huvudbyggnaden. Vid denna tid var Lövsta bland de modernaste och mest imponerande herrgårdarna man kunde se i Sverige. Gustav III, som 1768 besökte Lövsta skrev i ett brev till sin mor "jag vågar säga, att min kära moder inte sett något i Sverige, om hon inte sett Leufstad".
Under 1800-talet genomgick Lövsta få förändringar. Trädgården, anlagd av Johan Hårleman, moderniserades 1880-1920 av trädgårdsarkitekt J. O. Strindberg (författarens yngre bror). På 1970-talet restaurerades trädgården för att återge den dess 1700-talsform.

## Järnvägen
Den 23 december 1926 öppnades officiellt den nordligaste grenen av Stockholm–Roslagens Järnvägar till Lövstabruk. Ironiskt nog skedde detta en dryg månad efter det att sista smedjan i bruket hade stängts ner för gott. Banans nordligaste stoppbock hamnade strax söder om Risforsån - än i dag finns de stenfundament kvar på vilka bron över ån påbörjades men aldrig byggdes färdig.  Den sista biten av den planerade Lövstabruksgrenen byggdes aldrig. Från början hade stationen planerats att ligga vid Lövstabruks norra grindar, varifrån ett stickspår skulle dras till vallonsmedjan ca en halv kilometer bort. Stationshuset skulle också innehålla ett postkontor, och järnvägen skulle senare förlängas två mil till Fagerviken vid Lövstabukten. Dyrtid och bruksnedläggning satte dock stopp för dessa planer, och banan kortades i stället av något. Den låg kvar i 30 år och revs 1956 efter att ha legat helt otrafikerad under sina sista år. Resterna efter banvallen ligger kvar väl synliga än i dag.

## Klaverens hus
I det tidigare Folkets hus är musikmuseet Klaverens hus inrymt.

## Befolkningsutveckling
| Befolkningsutvecklingen i Lövstabruk 1900–2010 | Befolkningsutvecklingen i Lövstabruk 1900–2010 | Befolkningsutvecklingen i Lövstabruk 1900–2010 | Befolkningsutvecklingen i Lövstabruk 1900–2010 | Befolkningsutvecklingen i Lövstabruk 1900–2010 |
| --- | ---------------------------------------------- | ---------------------------------------------- | ---------------------------------------------- | ---------------------------------------------- |
| |                                                |                                                |                                                |                                                |
| År |                                                |                                                | Folkmängd                                      | Areal (ha)                                     |
| 1900 | 1900                                           |                                                | 783                                            | †                                              |
| 1950 | 1950                                           |                                                | 328                                            | ##                                             |
| 1960 | 1960                                           |                                                | 198                                            | ¤                                              |
| 1990 | 1990                                           |                                                | 127                                            | 18#                                            |
| 2000 | 2000                                           |                                                | 118                                            | 20#                                            |
| 2005 | 2005                                           |                                                | 107                                            | 20#                                            |
| 2010 | 2010                                           |                                                | 96                                             | 20#                                            |
| 2015 | 2015                                           |                                                | 96                                             | 33#                                            |
| Anm.: † Som köpingsliknande samhälle 1900. ## Som tätort/befolkningsagglomeration 1920–1950. ¤ Som tätortsbebyggelse med 150-199 invånare # Som småort. |                                                |                                                |                                                |                                                |